# Verrucaria serpentinicola
Verrucaria serpentinicola är en lavart som först beskrevs av Miroslav Servít, och fick sitt nu gällande namn av Miroslav Servít. Verrucaria serpentinicola ingår i släktet Verrucaria, och familjen Verrucariaceae. Arten är reproducerande i Sverige.